# Жайворонок степовий
Жайворонок степовий (Melanocorypha calandra) — невеликий горобцеподібний птах родини жайворонкових (Alaudidae). В Україні осілий, кочовий птах степової та частково лісостепової смуги. Вид перебуває під охороною Бернської конвенції та ряду інших природоохоронних документів.

## Опис

### Морфологічні ознаки
Досить великий жайворонок, розміром зі шпака. Маса тіла 53-70 г, довжина тіла близько 20 см. Дорослий птах зверху сірувато-бурий, з темною строкатістю; над оком білувата «брова»; на боках на межі шиї і вола великі чорні плями; боки тулуба буруваті; решта низу тулуба білувата; спід крил темно-бурий; на задньому краю крил вузька біла смуга; махові пера бурі, зі світлою облямівкою; хвіст бурий, крайні стернові пера білі; дзьоб бурий, масивний; ноги бурі. Самець і самка подібні за забарвленням, проте самець помітно більший за розміром. Молодий птах схожий на дорослого, але пера верху зі світлою верхівкою; темні плями на боках шиї ледь помітні.
Від решти жайворонків відрізняється чорними плямами на межі шиї і вола; крім того, від польового жайворонка — виразними білуватими «бровами»; від сірого та малого жайворонків — вузькою білою смугою на задньому краю крил та більшими розмірами.
Мінливість проявляється у варіюванні відтінків основного фону забарвлення верхнього боку тіла та в ступені розвитку рисунку із темних штрихів на верхньому боці тіла.

### Звуки
Видає мелодійне різноманітне щебетання та дзвінкий крик «крррлітс — крррлітс». Пісню виконує в повітрі.

## Поширення та місця існування
Ареал степового жайворонка включає південні і східні регіони Європи, Північну Африку, Центральну та Передню Азію, Близький Схід. В Україні мешкає у степовій і частково лісостеповій смугах. Зимує в межах гніздового ареалу, відлітаючи з північних районів, де встановлюється сніговий покрив.
Оселяється на відкритих степових просторах з добре розвиненим трав'янистим покровом, при цьому віддає перевагу ковиловим і злаково-полинним степам; охоче поселяється також серед полів злаків.

## Чисельність
Чисельність в Європі станом на кінець ХХ ст. оцінена в 10-24 млн пар, в Україні — 40-80 тис. пар. Європейська популяція становить 25-49% від світової, яку оцінюють в 61,2-288 млн особин. Чисельність скорочується.

## Розмноження

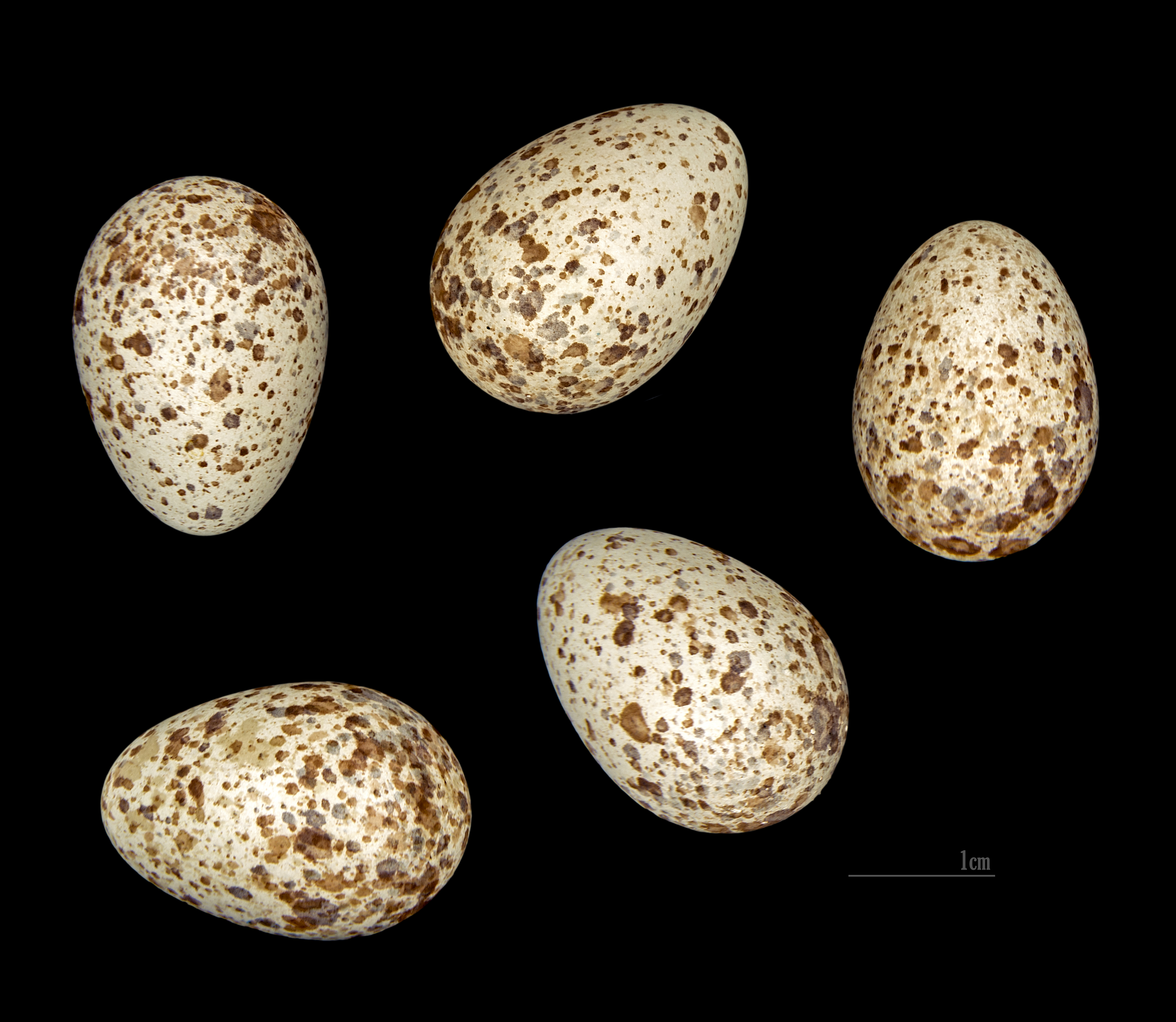
Яйця в оологічній колекції

На півночі ареалу з'являється з появою перших проталин. Спів і токові польоти степового жайворонка можна спостерігати з початку березня до кінця червня, місцями і до середини липня. Перші кладки з'являються на півдні України вже наприкінці березня. Трапляються кладки і до середини червня, очевидно — другі. Гніздо облаштовують в ямці під кущиком трави, добре маскується і затінюється. Гніздо степовий жайворонок будує із сухих стеблинок і листя злаків та тонких корінців. Вистилка лотка, зазвичай, складається з тонших матеріалів. Іноді гніздо розташовується в купці сухого кінського посліду. У кладці буває найчастіше 4-5 яєць. Яйця досить темні, брудно-білого або зеленуватого основного фону з численними бурими або оливковими, наскільки розмитими плямами, згущеними до тупого кінця. Насиджує тільки самка протягом 16 днів. Вигодовування в гнізді триває близько 10 днів. Пташенята, які тільки-но покинули гніздо, трапляються з другої половини травня до кінця липня. Водночас вже наприкінці липня з'являються досить великі кочові зграї, які шукають поживу серед степів, жнив, косовиць та обабіч доріг разом з іншими жайворонками. Кочівлі тривають до пізньої осені. Нерідко вони переходять у справжній осінній проліт.

## Живлення
Всеїдний птах. У літній період майже повністю переходить на тваринну їжу. Здобуває поживу, пересуваючись по землі. Рослинна їжа влітку становить не більше 10%. Це насіння різних дикорослих рослин, зелені частини тонконога, зерна культурних злаків. Восени, зі зникненням комах, жайворонок переходить на рослинну їжу. Степові жайворонки досить регулярно відвідують водопій.

## Охорона
Стан більшості природних популяцій виду в межах ареалу залишається більш-менш стабільним. Саме тому він, згідно Червоного списку МСОП, отримав охоронний статус «відносно благополучний вид»). Але в окремих регіонах спостерігається тенденція до зниження чисельності популяції виду, що потребує запровадження охоронних заходів. Тому, жайворонок степовий занесений до Додатку ІІ Бернської конвенції (охоронна категорія: вид підлягає особливій охороні) та Резолюції 6 (види, що потребують спеціальних заходів збереження їхніх оселищ) цієї ж конвенції. Крім того, вид охороняється Директивою Європейського Союзу 2009/147/ЄС «Про захист диких птахів» (Додаток І. Види і підвиди, що знаходяться під загрозою вимирання, які є вразливими, рідкісними або специфічними з екологічної точки зору). На регіональному рівні в Україні жайворонок степовий занесений до Червоних книг/списків Дніпропетровської, Сумської та Харківської областей.

## Систематика
Виділяють 4 підвиди:
- Melanocorypha calandra calandra (Linnaeus, 1766),
- Melanocorypha calandra gaza Meinertzhagen, 1919,
- Melanocorypha calandra hebraica Meinertzhagen, 1920,
- Melanocorypha calandra psammochroa Hartert, 1904.